# Блок ада
«Блок ада» (также «Блокада») — второй студийный альбом рок-группы «Алиса». Был записан в 1987 году.
Запись проходила в передвижной студии «Тонваген» (фирма «Мелодия») в течение трёх дней в мае 1987 года в посёлке Шушары под Ленинградом. Две стороны альбома получили название «Красное» и «Чёрное».
«Блок ада» был издан как магнитоальбом в 1987 году, а через два года был выпущен на виниле одновременно с альбомом «Шестой лесничий». По официальным данным, тираж пластинок превысил 1 000 000 экземпляров, что в США соответствует платиновому статусу.
По словам Константина Кинчева название альбома имеет двойной смысл и может писаться в одно и в два слова, так как не существует установленного варианта.

## История записи
С 16 по 22 мая 1987 года звукорежиссёр Андрей Тропилло организовал в Шушарах фестиваль «Рок — нива», во время которого он планировал записать интересующие его группы.
Для этого в дом культуры пригородного совхоза «Нива» была доставлена изготовленная в Лондоне передвижная студия «Тонваген» (также известная как «МСI»), которая была куплена у англичан за $250 000 после выставки «Связь-80» на территории Москвы. Студия была оборудована 24-канальным магнитофоном с системой шумопонижения «Dolby», микшерным пультом «Sony», цветными мониторами и другой современной для того времени техникой.
Вместе со студией в Шушары прибыл и звукорежиссёр Виктор Глазков.
Фестиваль «Рок — нива» проходил в течение пяти дней, а запись альбома «Блок ада» заняла три ночи. В первую ночь на сцене фестиваля была записана основная часть инструментов, во вторую — приглашённые музыканты и вокал, а во время третьей было осуществлено сведение альбома. Там же написана песня «Тоталитарный рэп».
Константин Кинчев о записи альбома: 
Как вообще получилась эта запись? Она получилась совершенно неожиданно, спонтанно. Просто Тропилло организовал фестиваль в Шушарах, и туда была подогнана из Москвы передвижная студия, не помню, как она называлась, во главе с Виктором Гладковым - замечательным звукорежиссёром, с которым мы там познакомились. Состав к тому времени был постоянный, то есть это Шаталин, Нефёдов, Кондратенко, Самойлов и я. Вот. И мы за два дня эту «БлокАду» записали, ну прямо на сцене ДК в Шушарах. Да и всё, всё прописали. Потом там дописывал саксофон дядя Миша Чернов, потом Мурзик играл на клавишах в одной песне, из «Корпуса 2» трубач играл, не помню, как зовут. Вот, по-моему, и всё. И мы за два или три дня записали. И потом за один день свели, потому он такой сырой, совершенно плохо сыгранный, но я его люблю, вот и всё собственно, что я могу сказать по поводу записи альбома «Блок ада».
Решением властей видеосъёмка в последний момент была отменена. Снять в итоге удалось лишь небольшую часть выступления на ручную камеру (известна видеозапись исполнения песни «Солнце за нас»). 
А вот аудиозапись и MCI удалось отстоять. Увековечить хотели не только будущих монстров рока. Например, на сцене «Рок-нивы» состоялся дебют группы «Корпус 2». Упомянутый её трубач – это Дмитрий Чумычов. Он исполнил знаменитое соло на трубе в треке «Время менять имена». А остальные участники «Корпуса» спели хоровые строчки. Из знаменитых групп в Шушарах повезло коллективу «Ноль», получившему половину диска «Школа жизни», «Телевизору», записавшему концертный бутлег «Музыка для мёртвых», а также Аукцыону, увековечившему концертную программу «Рио-де-Шушары». Но больше всех повезло «Алисе», которая на выходе получила альбом «Блок Ада» и группе «ДДТ», записавшей концертную версию «Оттепели». Обеим командам также повезло и с видео, равно как и «Зоопарку». Дядя Миша Чернов – это знаменитый саксофонист «ДДТ». А Мурзик – это Андрей Муратов, клавишник «Зоопарка» и «ДДТ». Предположительно, что именно с фестиваля в Шушарах началась дружба Константина Кинчева и Юрия Шевчука.
В программе «Нашего радио» «Летопись» Константин Кинчев вспоминал, что впервые представил публике «Тоталитарный рэп» за кулисами фестиваля в Шушарах, районе, известном своей колонией строгого режима. Музыканты праздновали день рождения Юрия Шевчука (16 мая 1987 года, 30-летие музыканта), который представил коллегам новую песню «Революция». В ответ лидер «Алисы» прочитал свой рэп. Константин Кинчев:
Не помню я, когда мы с ним познакомились. Был вот момент, что мы в Шушарах. Вот там первое совместное распитие и произошло, у Шевчука был день рождения. Да, вот, когда фестиваль этот был, мы сидели в беседке с Рикошетом, подошёл Шевчук, сказал, что у него день рождения, проставился, у нас с Рикошетом тоже с собой было. И мы замечательно выпили, потом даже... что-то нахулиганили. Шевчук тогда написал песню «Революция», кстати, мне она очень нравится до сих пор, а я тогда написал «Тоталитарный рэп». Вот так мы, так сказать, делились.
Альбом, по мнению Константина Кинчева, в отличие от «Энергии», уже достоверно передавал состояние группы. В новом альбоме впервые ярко выразился индивидуальный стиль текстов Кинчева. Песня «Красное на чёрном» стала главным хитом альбома и «визитной карточкой» группы, а также определила фирменные цвета «Алисы» и её поклонников («красно-чёрных»).
Написан «Тоталитарный рэп» был в Шушарах, а вот записан для следующего альбома «Шестой лесничий». Тогда же, по словам гитариста Андрея Шаталина, Андрей Тропилло предложил оформить альбом в стиле рэп; после этого музыканты выпили, и у них ничего не получилось. Тогда звукорежиссёр посоветовал им выпить ещё, после чего в тот вечер удалось записать только ударные, потому что барабанщик Михаил Нефёдов был наиболее трезвым. Остальные инструменты были записаны ночью.
Константин Кинчев определил стиль альбома как «хардовый панк», в силу того, что «всё было сыграно абы как, на расстроенных гитарах». Также он добавил, что при сведении приходилось всё «мылить», чтобы не было слышно «нестройняк».
Бас гитарист группы Пётр Самойлов рассказал, что процесс записи проходил очень удачно:

Спели мы с Костей в один микрофон, и попадаем друг в друга, и строит всё, и главное, баланс хороший получился! Это удивительно! Сейчас этого не достичь, хоть ты тресни… А тогда наитие какое-то было.

## Список композиций
Первоначально альбом был издан на виниле, и каждая из его сторон имела название: «чёрное» и «красное». На первой стороне («чёрное») представлены песни: «Время менять имена», «Компромисс», «Солнце встаёт», «Эй, ты, там, на том берегу», «Ветер перемен», на второй («красное») — «Красное на чёрном», «Воздух», «Движение вспять» и «Земля».
Песни «Время менять имена», «Эй, ты, там, на том берегу» и «Земля» при издании на виниле и CD были урезаны по сравнению с оригинальным магнитоальбомом. По первоначальному замыслу музыкантов альбом должен был начинаться и заканчиваться звуком метронома.
Оригинальный магнитоальбом был переиздан только в 2015 году.
Все тексты написаны Константином Кинчевым.
| №  | Название                    | Музыка                    | Длительность |
| -- | --------------------------- | ------------------------- | ------------ |
| 1. | «Время менять имена»        | Кинчев, Пётр Самойлов     | 2:51         |
| 2. | «Компромисс»                | Андрей Шаталин            | 4:18         |
| 3. | «Солнце встаёт»             |                           | 5:41         |
| 4. | «Эй, ты, там на том берегу» | Шаталин                   | 2:52         |
| 5. | «Ветер перемен»             |                           | 5:12         |
| 6. | «Красное на чёрном»         |                           | 4:52         |
| 7. | «Воздух»                    | Кинчев, Павел Кондратенко | 5:42         |
| 8. | «Движение вспять»           | Шаталин, Кинчев           | 5:06         |
| 9. | «Земля»                     |                           | 5:44         |

- «Время менять имена» была написана Константином Кинчевым и Петром Самойловым совместно. В то время лидер группы «Алиса» жил у басиста, и каждую ночь музыканты устраивали «товарищеские посиделки» в комнате. Во время одной из них Петру Самойлову в голову пришёл мотив будущей песни, и вскоре она появилась на свет[3].
- Первоначально песня «Компромисс» имела другое звучание. Эта версия была исполнена на одном из фестивалей рок-клуба. После того, как гитарист Андрей Шаталин, покинувший «Алису» до записи альбома «Энергия», снова занял своё место в группе, песня приобрела новый вид. По словам Константина Кинчева в первом варианте песни было не утверждение: «Компромисс не для нас!» (как его можно услышать во втором), а вопрос[3]. Группа «Mordor» сделала кавер-версию на песню, но лидер «Алисы» сказал, что он не в восторге от этого, так как изначально «Компромисс» имел шкодный оттенок, а теперь получил «монстрически серьёзный»[8].

- В 1986 году Константин Кинчев снимался в фильме «Взломщик», и ему предоставили номер в гостинице «Октябрьская». В этом номере под гитару Андрея Отряскина (группа «Джунгли») и была написана песня «Солнце встает». Песня была разрешена к исполнению советом рок-клуба 16 декабря 1986 года, как посвящение космонавтам[6]. Сам же автор сказал о том, что вкладывалось в образ солнца так:[3]

Солнце — это всё: начало жизни, свет, тепло, все собирательно. Не было конкретно поклонения Солнцу как некому богу, но потом, в принципе аллегорически, можно создать облик Творца и назвать это солнцем. Поэтому это более широкий образ.

- «Эй, ты, там на том берегу» также как и песня «Компромисс» изначально не была похожа на записанный вариант[3]. В версии в альбоме «Нервная ночь» песня звучала как регги и имела дополнительную часть, от которой решили отказаться. На «Блок аде» с посыла гитариста Андрея Шаталина композиция приобрела тяжёлое хардовое звучание[3]. В конце «Эй, ты, там на том берегу» можно услышать фразу «Тыры — пыры, ё — мое», которая была произнесена по случаю, не относящемуся к песне, но вошла в альбом.

17 ноября 1987 года перед концертом группы «Алиса» в Санкт-Петербурге милиция не хотела пускать во дворец спорта «Юбилейный» беременную жену Константина Кинчева и её подругу Аду Заблудовскую (жену гитариста группы «Секрет», Андрея Заблудовского). После того как один из милиционеров толкнул супругу Константина, он заступился и с заломанными руками был доставлен в милицейскую машину.
Люди, пришедшие на концерт, воспрепятствовали задержанию, и когда лидер группы «Алиса» вышел на сцену, то объяснил публике, что «концерт начался позже из-за того, что его и его беременную жену не пускали в зал менты» и посвятил песню «Эй, ты, там, на том берегу» «иностранным гостям, находящимся в зале, ментам и прочим гадам». В результате было возбуждено уголовное дело по статье 206, часть 2 — злостное хулиганство. Также в газете «Смена» была напечатана статья «Алиса с косой чёлкой», автор которой, Виктор Кокосов, обвинил Константина Кинчева в пропаганде фашизма в связи с тем, что во время концерта вместо слов «… эй, ты, там на том берегу !» он якобы пел со сцены «… хайль Гитлер на том берегу !». Однако группа подала на газету в суд, и выиграла дело, доказав ложность обвинений. На шестом фестивале Ленинградского рок-клуба в 1988 году перед тем, как начать петь эту песню Константин Кинчев сделал вступление: «Следующая песня посвящена иностранным гостям, если они присутствуют в зале, и прочим, как теперь выяснилось нашим огромным друзьям».
- Константин Кинчев рассказал, что «Красное на чёрном» не мучила его, написалась очень легко и сразу[3], и появилась после того, как в его голове крутился мотив песни группы «Kiss» «I Was Made For Lovin' You». Также он добавил, что у него было ощущение, что песня как и «Мы вместе» будет чем-то вроде визитной карточки группы[3]. Текст песни определил фирменные цвета «Алисы» и её поклонников, которых часто называют «чёрно-красными»[6]. По словам лидера группы «чёрный» и «красный» возникли ещё до альбома «Блок ада» и были его цветами, с которыми он пришёл в «Алису»[3].
- «Воздух» был написан Константином Кинчевым, а вступление добавил Павел Кондратенко, поэтому на обложке альбома упомянуты оба музыканта. Записью песни руководил Андрей Тропилло, который забыл прописать хэт для барабанов. Константин Кинчев охарактеризовал её как вязкую и неритмичную, но сказал, что она «всё равно получилась ничего»[3]. Партию саксофона исполнил Михаил Чернов.
- «Движение вспять» стала последней композицией, сочинённой для альбома[3]. Андрей Шаталин немного упростил её первый вариант, убрав достаточное количество аккордов. В результате песня получилась несколько монотонная, но зато толкающая вперед[3].
- Песню «Земля» Константин Кинчев написал после того, как ему приснился сон, содержание которого он рассказал в 2008 году в эфире передачи «ZВЕЗДО4АТ» на телеканале «A-ONE»:

Год 86, жаркое августовское лето, у меня живёт Башлачёв, Юра Наумов. После очередной попойки я прилёг спать, и снится мне сон: я иду по узкой-узкой тропинке, с одной стороны гора, с другой стороны обрыв. Вверх иду. Навстречу мне толпа весёлых людей, которые мне говорят: «Чё ты вверх идешь, пойдём с нами вниз». Ну я разворачиваюсь и говорю: «Ладно пойдёмте с вами вниз». Там у них пикник, бухло, веселье, танцы-пляски, в общем ну-такая вакханалия. Вдруг я оказываюсь в клетке, и эти люди, которые меня туда пригласили тыкают на меня пальцами, хохочут и впускают ко мне зверя. Причём зверь страшный: голова кабана, туловище волка, а раскрас тигра. Я от этого зверя начинаю карабкаться по сеткам, зависаю, он на меня кидается, но достать не может. Боюсь, но как жест отчаяния бросаюсь на этого зверя, начинается схватка: открываю голову, по руке течёт чёрная кровь, клетка растворяется, люди растворяются и убегают. Вижу водоём, бросаю туда голову, она превращается в маску, зелёная маска медленно опускается на дно, и возникает некий лабиринт, в который я вхожу. Раз повернул, два повернул: запутался, выхода нет. И такая длинная анфилада с кучей дверей, а перед этой анфиладой стоит человек корейского вида в чёрных одеждах и говорит мне такое странное слово: «Движение и покой, а тебе туда», и показывает дверь, куда мне надо войти. Я туда вхожу и там у меня всё хорошо. Кто этот человек в чёрных одеждах корейского вида высокий, 86 год? Я в 90-м понял кто этот человек: Виктор Робертович Цой. Ему и посвящён весь альбом «Пульс Хранителя Дверей Лабиринта».

Нина Барановская в своей книге «По дороге в рай…» описала историю, возникшую вокруг строчки «Быть может, я картонный герой, но я принимаю бой». Константин Кинчев посвятил песню «Мы держим путь в сторону леса» Борису Гребенщикову, а тот в свою очередь ответил композицией «Быть вместе», в которой есть фраза «А твоим картонным героям, у которых нет тени…». Считалось, что строчка из песни «Земля» была ответом на слова БГ, но сам Константин Кинчев опроверг это:

Да ну! Там одна фраза просто по поводу картонного героя. Это никакой не ответ. Просто я как бы соглашаюсь с тем, что, возможно, я картонный герой. Я же не знаю, я верую в это. И герой ли я вообще? Чьего-то романа, безусловно, я герой, но не вообще…

## Участники записи
Группа «Алиса»:
- Константин Кинчев — вокал;
- Андрей Шаталин — гитара;
- Пётр Самойлов — бас-гитара, бэк-вокал;
- Павел Кондратенко — клавишные;
- Михаил Нефёдов — ударные.

Приглашённые музыканты:
- Михаил Чернов — саксофон (DDT);
- Андрей Муратов — клавишные;
- Дмитрий Чумичов — труба («Корпус 2»);
- Андрей Тропилло — демонический голос;
- Группа «Корпус 2» — хор.

## Релизы
- В 1987 году «Блок ада» была издана как магнитоальбом.
- В 1989 году альбом был выпущен фирмой «Мелодия» на виниле тиражом в 1 000 000 экземпляров одновременно с альбомом «Шестой лесничий».
- В 1990 году «Мелодия» выпустила сборник на компакт-диске. В этом сборнике было 12 треков: восемь песен из альбома «Шестой лесничий», а также «Время менять имена», «Компромисс», «Эй, ты, там, на том берегу» и «Земля» с «Блок ады». В оформлении диска был использован макет обложки «Шестого лесничего», но название альбома не было указано. На лицевой стороне было написано только название группы и издателя[10].
- В 2003 году студия «Союз» переиздала альбом. В новое издание вошла живая запись песни «Солнце за нас», а также буклет с описанием предыстории и хроники записи «Блок ады», рассказанной музыкантами, создавшими альбом[11].

- В 2009 году Real Records переиздал 17 номерных альбомов «Алисы» в большом картонном боксе. Издания в формате Digipack дополнены бонус-треками из концертных альбомов.
- В 2015 году компания «Мистерия звука» выпустила специальное переиздание альбома «Блок ада». Оно отличается от остальных цифровым ремастерингом с сохранившихся оригинальных лент, выполненным Евгением Гапеевым. Таким образом, первоначальная скорость записи была восстановлена. Кроме того, в качестве обложки был использован первоначальный вариант оформления, отклонённый по цензурным соображениям.

## Обложка
Первоначально обложка, придуманная художником группы «Алиса» Андреем Столыпиным имела другой вид, но этот вариант не устраивал худсовет «Мелодии».
Существует информация, что фирма грамзаписи отказывалась печатать альбом, потому что его обложка воспринималась, как пропаганда фашизма.
В результате изображение было отредактировано: были убраны крысы и изменено готическое начертание слова «Блок ада» Всё это сделали без ведома самого художника, чем он остался недоволен, ведь обложка, по его словам, несла другую идею и «должна была быть с разворотом».
Также Андрей Столыпин считает, что оформление было испорчено плохим качеством полиграфической базы.
На первом плане обложки изображён Константин Кинчев, одетый в куртку из кожзаменителя, широко расставивший ноги и сложивший руки на груди. На заднем плане располагаются остальные участники группы. Обложка выполнена в чёрном, сером и красном цветах.
По словам лидера «Алисы» музыканты немножко позволили себе жёсткости при оформлении альбома.

## Критика
Константин Кинчев сказал, что сведение «Блок ады» осуществлялось в течение одного дня, поэтому она получилась сырой, была совершенно плохо сыграна, но всё же он добавил, что любит этот альбом. Также в одном из интервью он поделился, что на «Блок аде» «присутствует фотография группы, и там достоверно передано состояние „Алисы“ на данный момент».
В интервью 2001 года Константина Кинчева попросили разбить существование группы на этапы, которые бы характеризовали направление развития её деятельности, и он ответил, что первым этапом было создание «Блок ады»: «Я бы назвал это поворотом в сторону поиска Истинного Бога. Мы примеряли на себя одежды всевозможных религиозных конфессий, искали, то, что необходимо нашей душе».
Авторы книги «Алиса 100 страниц» дают сведения о том, что «Блок ада» «определила хардроковый крен группы на ближайшее десятилетие», что «запись получилась цельной, даже чуть-чуть монотонной», что «мелодических находок оказалось меньше, чем на „Энергии“», а «тексты стали чрезвычайно пафосными». Также они говорят о том, что «в альбоме впервые наиболее ярко выплеснулся стиль Кинчева-текстовика с его многозначительными аллегориями и почти вселенской серьёзностью».
Илья Чёрт говорил, что «в шестнадцать лет слушал „Блок аду“ и воспринимал только чистую энергетику, а когда ему стукнуло тридцать, он начал переслушивать его заново и открыл многое, что раньше пролетало мимо».
Александр Кушнир определил альбом «Блок ада» и творчество группы в течение десяти лет после его издания следующими словами:

Сложно спорить с тем, что состояние «Алисы» периода «Блок ады» имело мало общего с «Энергией» — альбомом, идеально выразившем в звуке всевозможные маски Кинчева — актёра и поэта. Все дальнейшие эксперименты со звучанием уводили в сторону — нет, не от сути Кинчева-менестреля, а от сути найденного им в «Энергии» образа — образа буревестника новой волны, наконец-то воспарившего над толпой. В свою очередь, идеология группы эволюционировала от «Красного на чёрном» через «Шабаш» в сторону пресловутой «Чёрной метки». На определённом этапе чёрного стало несоизмеримо больше, красный почти исчез, а оставшаяся часть спектральной гаммы сместилась в сторону акустики и всплыла на поверхность лишь спустя десять лет — когда начался «Джаз».

Автор статьи «„Алиса“ — это все, кто с нами» Пузачёв упоминает, что на запись альбома группе было выделено шесть часов, и высказывает точку зрения, что «в более нормальных условиях работы альбом мог бы получиться гораздо лучше».
В своей рецензии на альбом, опубликованной в журнале «Рокси», Нина Барановская пишет, что ей трудно говорить о «Блок аде», потому что в нём есть запредельность, выход в четвёртое измерение, при том, что он очень земной и сегодняшний.
Она характеризует альбом как «очень цельный и органичный», и считает, что в рамках традиционных для русского духа тем, таких как «добро и зло», «свет и тьма», «любовь и ненависть», «жизнь и смерть» Константину Кинчеву «удалось найти новое образное осмысление и свою, абсолютно неповторимую интонацию». В начале рецензии она пишет:

Альбом меня… поразил? …взволновал? — нет, все не те слова. Вот ведь мука-то! Точнее будет сказать — оглушил, встряхнул, перевернул. Вот-вот, именно перевернул, опрокинул своей иррациональностью, хотя на первый взгляд в нём всё просто, лаконично и рационально. Это — серьёзнейшая работа. В ней нет случайного, сиюминутного, что само по себе уже редкость.

И уже подводя итоги:

…загадка альбома, наверное, в том, что получился удивительный синтез возвышенного и земного, нынешнего и вечного; магнетической силой Земли, её животворными соками, также и энергией Солнца пронизана вся ткань альбома.

В статье «Искусство быть дерзким», опубликованной в журнале «Мелодия» «Блок ада» называется лучшим рок-альбомом 1987 года.
Автор статьи «Рок-н-ролл — это не работа» Алексей Непомнящий пишет, что «Блок ада» — один из самых лучших альбомов «Алисы», отличающийся мощной волной протеста против царившего идиотизма.

## Песни альбома в саундтреках
Песни «Воздух» и «Земля» можно услышать в фильме «Взломщик» (1987).

## Источник
- Антон Чернин. Другая история. — СПб.: Амфора, 2007. — С. 83—115.